# Ignacy Junan
Ignacy Junan (ur. ?, zm. ?) – w latach 1817–1818 111. syryjsko-prawosławny Patriarcha Antiochii. 